# 厄尔河畔库维尔
厄尔河畔库维尔（法語：Courville-sur-Eure，法語發音：[kuʁvil syʁ œʁ]），法国中北部城市，中央-卢瓦尔河谷大区厄尔-卢瓦省的一个市镇，隶属于沙特尔区，其市镇面积为11.13平方公里，2022年1月1日时人口数量为2,802人，在法国市镇中排名第4,008位（2022年）。
厄尔河畔库维尔位于厄尔-卢瓦省中西部，厄尔河畔，是一个区域性的中心城市，多条公路在此交汇。

## 地名来源
根据当地公共社区及市政府官方网站的论述，“Courville”一名转写自拉丁语“Corba Villa”，其中“Corba”意为“弯曲”的，此处指代厄尔河的一处曲流；“-sur-Eure”这一后缀自1921年起成为当地官方名称的一部分。

## 历史

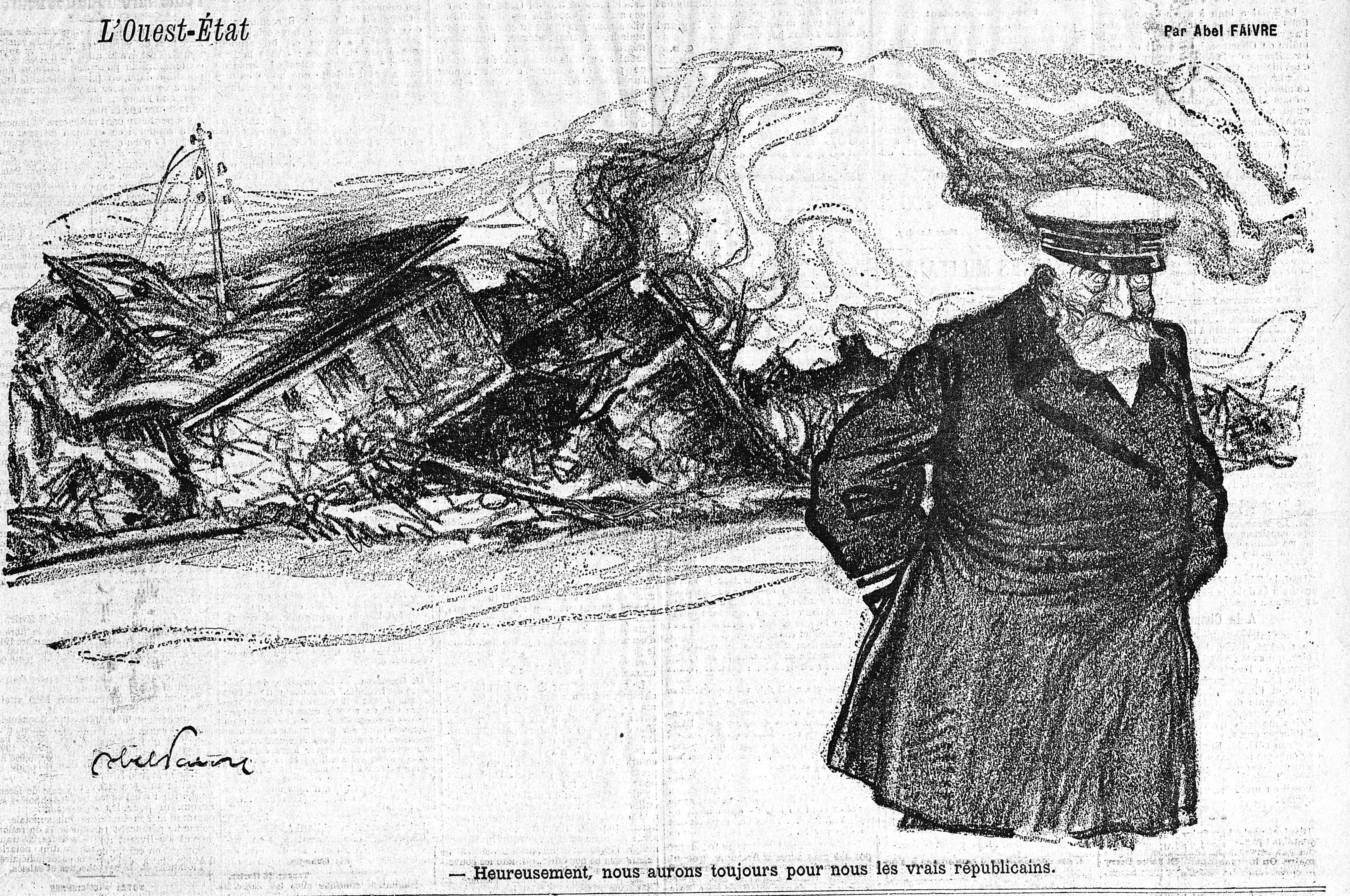
1914年库维尔铁路事故（插画）

厄尔河畔库维尔的早期历史尚不清楚。根据当地官方网站的论述，厄尔河畔库维尔所处区域在新石器时代就已出现人类活动。库维尔的首位有记载的领主出现于十世纪中后期。十二世纪时，库维尔曾为佩尔什伯国的一处边防要塞动。英法百年战争期间，库维尔曾遭到严重破坏，当地的城堡于1428年被英格兰军队烧毁。十六世纪末宗教战争期间，库维尔曾长期处于皇派和胡格诺派的争夺之中。十七至十八世纪间，库维尔相继被多个家族获得。法国大革命后，库维尔成为厄尔-卢瓦省的一个市镇，并自1793年起成为该省的一个县治。1811年6月2日，拿破仑在从瑟堡返回巴黎途中曾停留于库维尔。工业革命期间，途经库维尔的巴黎—布雷斯特铁路建成通车。普法战争期间，库维尔一度被普鲁士军队占领。1911年2月14日，库维尔境内发生铁路事故，造成12人遇难。1915年初，库维尔境内建成了一座临时军事医院。第二次世界大战期间，厄尔河畔库维尔被纳粹德军占领，直至1944年8月14日被盟军解放，其间当地曾出现抵抗运动组织，其中两名成员被逮捕后被纳粹德军杀害。二十世纪末，得益于沙特尔的城市扩张，厄尔河畔库维尔人口数量有所增加。2014年，厄尔河畔库维尔县被撤销。

## 地理

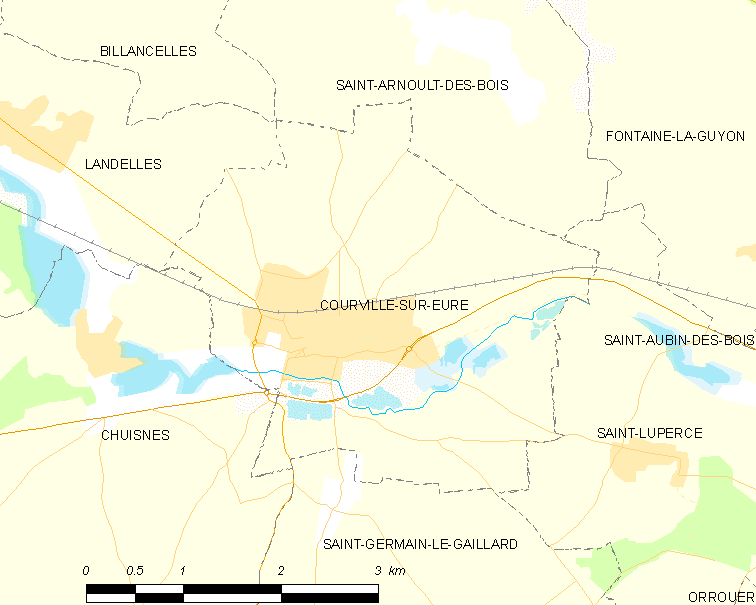
厄尔河畔库维尔市镇范围地图

厄尔河畔库维尔位于法国中北部偏西，中央-卢瓦尔河谷大区北部和厄尔-卢瓦省中西部，距离省会沙特尔大约19公里。与厄尔河畔库维尔接壤的市镇包括：比扬塞勒、许讷、朗代勒、圣阿尔努代布瓦、圣日耳曼勒加亚尔和圣吕佩尔斯。

### 地形
厄尔河畔库维尔位于佩尔什地区与博斯地区之间的过渡地带，境内以平原为主，市镇中心地势较为平坦，整体地势自东向西略有抬升，全境海拔在155到194米之间。

### 水文
厄尔河自西向东流经厄尔河畔库维尔镇中心南侧，其右岸有多处洪水遗留形成的水塘。

### 植被
厄尔河畔库维尔属于温带阔叶混交林区，林地多分布于河流及水域附近。
在鲜花城市的评比中，厄尔河畔库维尔暂未被评级。

### 自然灾害
厄尔河畔库维尔的地震危险度等级为1级，属于极低危险；氡辐射等级为1级，属于低危险。1982至2025年1月间，厄尔河畔库维尔境内共发生4次有记录的自然灾害，其中3次洪涝。

### 气候
厄尔河畔库维尔在柯本气候分类法中属于温带海洋性气候（Cfb）。

## 行政区划
厄尔河畔库维尔的市镇编号为28116，邮政编号为28190。
在行政管理方面，厄尔河畔库维尔隶属于法国中央-卢瓦尔河谷大区厄尔-卢瓦省沙特尔区；在地方选举方面，厄尔河畔库维尔隶属于伊利耶孔布赖县，其市镇范围全境被划入厄尔-卢瓦省第三选区；在社会管理方面，厄尔河畔库维尔是博斯和佩尔什之间市镇公共社区的组成部分。
截至2025年1月，厄尔河畔库维尔市镇范围内暂无任何城市敏感街区及城市政策优先街区。
法国国家统计与经济研究所（简称“INSEE”）在进行数据统计时，将厄尔河畔库维尔市镇单独设为厄尔河畔库维尔城市核心区（Unité urbaine de Courville-sur-Eure），并将包括厄尔河畔库维尔在内的周边共117个市镇划为沙特尔城市辐射区。此外，INSEE还将厄尔河畔库维尔市镇整体看作一个“块区”（IRIS），以便于统计人口分布情况。

## 交通

### 公路
厄尔-卢瓦省省道D23线、D103线、D114线、D114.13线、D123线、D125线、D139线、D344线、D920线和D923线在厄尔河畔库维尔境内交汇。
2021年，73.5%的厄尔河畔库维尔家庭拥有至少一辆私人汽车。2023年，厄尔河畔库维尔境内共发生各类交通事故1起，造成1人重伤。
| 2 | 27 |

| 沙特尔-埃帕尔广场 | 19 |

| 诺让勒罗特鲁 | 37 |

| 伊利耶孔布赖 | 19 |

### 铁路

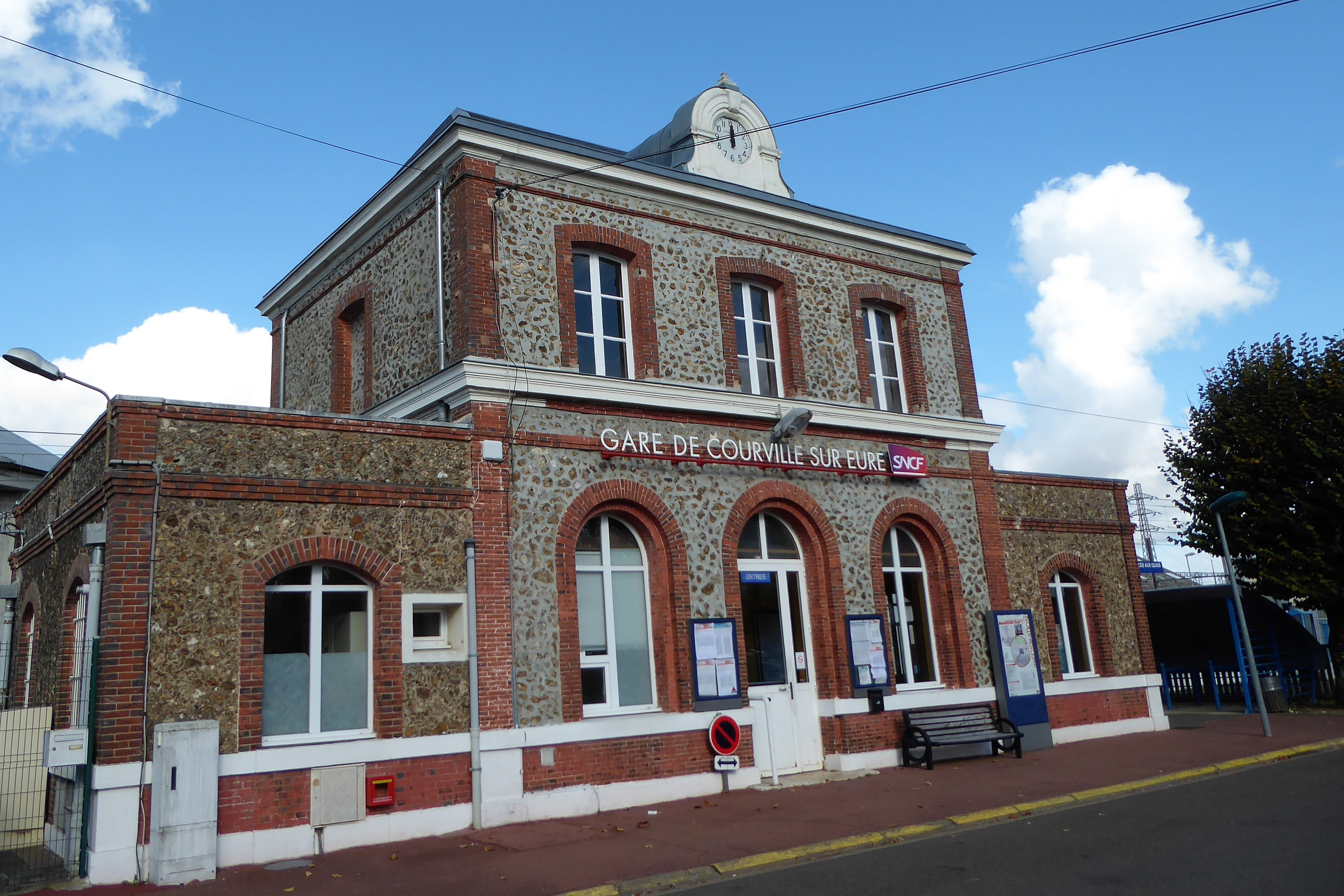
厄尔河畔库维尔火车站

厄尔河畔库维尔位于巴黎—布雷斯特铁路上。厄尔河畔库维尔站位于厄尔河畔库维尔市区北部，停靠往返于巴黎和勒芒一线的区域列车。

### 航空
厄尔河畔库维尔距离巴黎-奥利机场的公路里程大约公里。

### 城市公共交通
截至2025年1月，厄尔河畔库维尔暂无城市公共交通系统。

## 政治
厄尔河畔库维尔的现任市长为埃尔韦·比松先生（Hervé BUISSON），他是一名右翼无党派人士，在2020年的市政选举中获得了81.43%的支持率。
在2022年的法国总统大选的第二轮选举中，法国第25任总统埃马纽埃尔·马克龙在厄尔河畔库维尔获得了53.14%的支持率。

## 人口
2022年，厄尔河畔库维尔市镇人口数量为2,802，在法国排名第4,008位。其中男性1,317人，女性1,489人，75岁及以上人口占9.4%，外籍人口数量为61人，人口密度为252人/平方公里，当地居民被称为（男性）或（女性）。2015至2021年间，厄尔河畔库维尔的人口增长率为–0.01%。2022年，厄尔河畔库维尔境内出生23人，死亡人口47人。
| 厄尔河畔库维尔1901年－2022年人口变化情况 |
|                                          |
| 数据来源：Cassini、INSEE                 |

## 经济
厄尔河畔库维尔是一个区域性的中心城市。INSEE于2020年将厄尔河畔库维尔划入沙特尔就业区（Zone d'emploi de Chartres），并又于2022年将其划入厄尔河畔库维尔生活区（Bassin de vie de Courville-sur-Eure）。截至2022年底，厄尔河畔库维尔市镇范围内共有活跃企业118家，其中77.1%的员工总数在9人及以下；按照产业分类，当地一、二、三产业占比分别为2.5%、20.4%和77.2%。（电子元件制造）、（零售）及（制药）是当地2022年已公布营业额最高的三个企业，分别为151,307,822欧元、17,660,776欧元和3,821,448欧元。

## 财政与居民收入
2023年，厄尔河畔库维尔的财政收入总额为3,164,200欧元，财政支出总额为2,409,470欧元，当年的债务总额为3,094,390欧元。2023年，厄尔河畔库维尔市镇通过增值税获得214,790欧元的收入，此外当地还共获得了566,200欧元的国家直接财政补助。
| 厄尔河畔库维尔居民收入情况                       | 厄尔河畔库维尔居民收入情况 | 厄尔河畔库维尔居民收入情况 | 厄尔河畔库维尔居民收入情况 |
| 内容                                             | 厄尔河畔库维尔             | 厄尔-卢瓦省                | 法國                       |
| ------------------------------------------------ | -------------------------- | -------------------------- | -------------------------- |
| 居民平均时薪                                     | 14.6欧元（2022年）         | 15.9欧元（2022年）         | 17欧元（2022年）           |
| 高级职员人均时薪                                 | 24.0欧元（2022年）         | 26.6欧元（2022年）         | 29.1欧元（2022年）         |
| 中级职员人均时薪                                 | 16.1欧元（2022年）         | 16.6欧元（2022年）         | 16.6欧元（2022年）         |
| 普通职员人均时薪                                 | 12.1欧元（2022年）         | 12.2欧元（2022年）         | 12.1欧元（2022年）         |
| 工人人均时薪                                     | 12.4欧元（2022年）         | 12.8欧元（2022年）         | 12.5欧元（2022年）         |
| 贫困率                                           | 12%（2021年）              | 12.1%（2021年）            | 14.5%（2021年）            |
| 青壮年（15至64岁）失业率                         | 9.6%（2021年）             | 11.2%（2021年）            | 10.4%（2021年）            |
| 家庭总数                                         | 1,255（2022年）            | 455（2022年）              | 1,160（2022年）            |
| 征税家庭数量占比                                 | 40.8%（2023年）            | 55.3%（2022年）            | 44.8%（2022年）            |
| 家庭年均纳税                                     | 2,269欧元（2023年）        | 2,812欧元（2022年）        | 4,481欧元（2022年）        |
| 资料来源：INSEE、L'Internaute、Le Journal du Net |                            |                            |                            |

## 社会事务

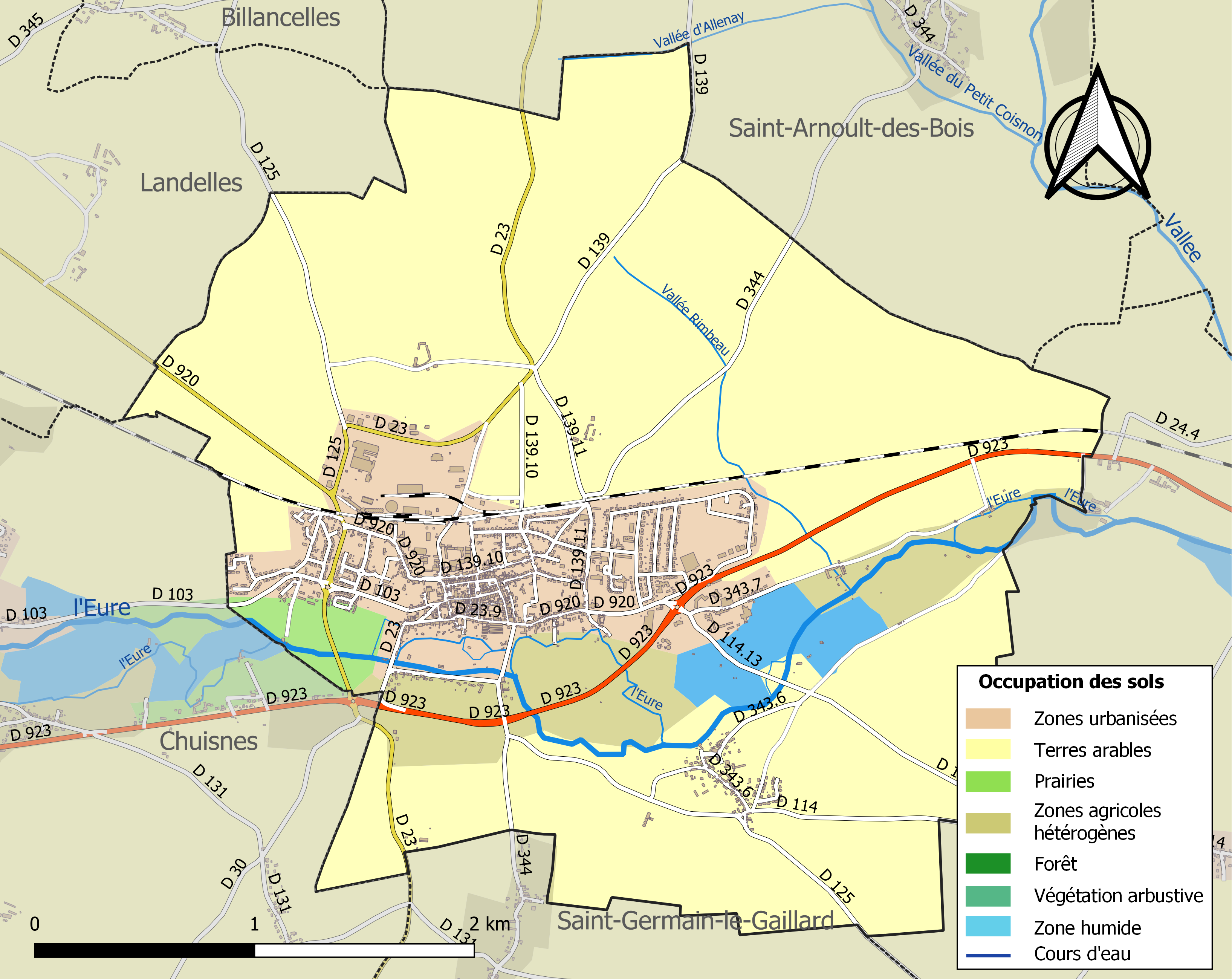
厄尔河畔库维尔土地利用情况地图

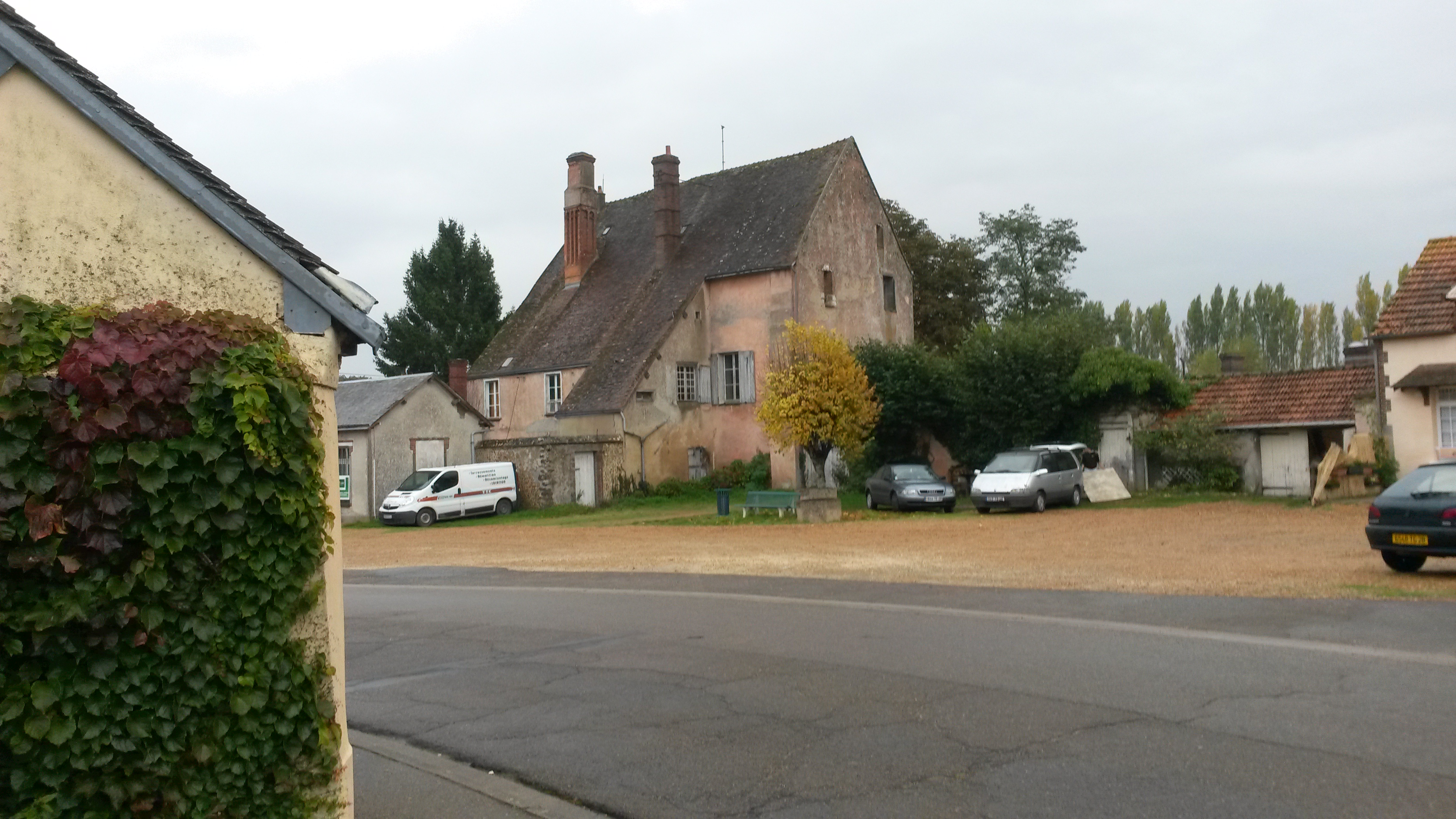
圣尼古拉广场

### 教育
厄尔河畔库维尔属于奥尔良-图尔学区。截至2023年1月1日，厄尔河畔库维尔境内共有1所幼儿园、2所小学、1所初级中学。2022至2023学年度，厄尔河畔库维尔境内共有在校中等教育阶段学生645名。

### 医疗
截至2023年1月1日，厄尔河畔库维尔境内共有全科医生3名、保健师1名、牙医2名、护士6名、助产士1名、药房1家、养老院1家、残疾人帮扶中心2家。
距离厄尔河畔库维尔最近的区域性医疗机构为沙特尔中心医院（Centre Hospitalier de Chartres），其主病区路易·巴斯德医院（Hôpital de Louis Pasteur）位于勒库德赖，距离厄尔河畔库维尔市区的正常车程大约24分钟，该院设有床位564个，是厄尔-卢瓦省规模最大的公立综合性医院。

### 住房
2021年，厄尔河畔库维尔境内共有各类住房1,426套，其中75.5%为独立式住宅，24.0%为集中式住宅。常住房屋占厄尔河畔库维尔市镇范围内居民建筑总量的86.0%。2023年，厄尔河畔库维尔的居住税率为10.80%，不动产税率为43.40%（其中空置土地的不动产税率为28.88%）。
在住房保障政策方面，2023年，厄尔河畔库维尔境内共有700户家庭获得了家庭津贴补助，受益人数占总人口数量的25.0%，其中375份为房租补助。

### 商业
2021年，厄尔河畔库维尔境内共有各类实体商铺86家，其中餐厅8家、大型超市2家、杂货店1家、面包房3家、肉铺4家、银行门店4家、美容美发店5家、汽车维修店6家。厄尔河畔库维尔镇中心建有一家G20便民超市，市区东部建有Super U和Gamm Vert购物商场。

### 体育
2023年，厄尔河畔库维尔境内共有1家游泳池、2间体育馆、2座综合体育场、1处网球场、1处马术场以及3处足球或橄榄球场。
截至2025年1月，库维尔友谊体育会（Amicale courvilloise，编号504897）是厄尔河畔库维尔境内唯一的一家注册足球俱乐部，成立于1920年，其主队2024至2025赛季参加厄尔-卢瓦省足球联赛乙组（法国第十级别），其主场为克莱因球场（Stade Klein）。

### 环境
厄尔河畔库维尔的环境事务由其所属的博斯和佩尔什之间市镇公共社区联合各级政府协调负责。2021年，厄尔河畔库维尔境内共有1家污染企业。

### 治安
2021年，厄尔河畔库维尔市镇范围内有1处宪兵队。
2023年，厄尔河畔库维尔市镇范围内累计记录各类案件68起，其中盗窃类案件24起，人身侵犯类案件17起，毒品交易类案件7起。

## 文化

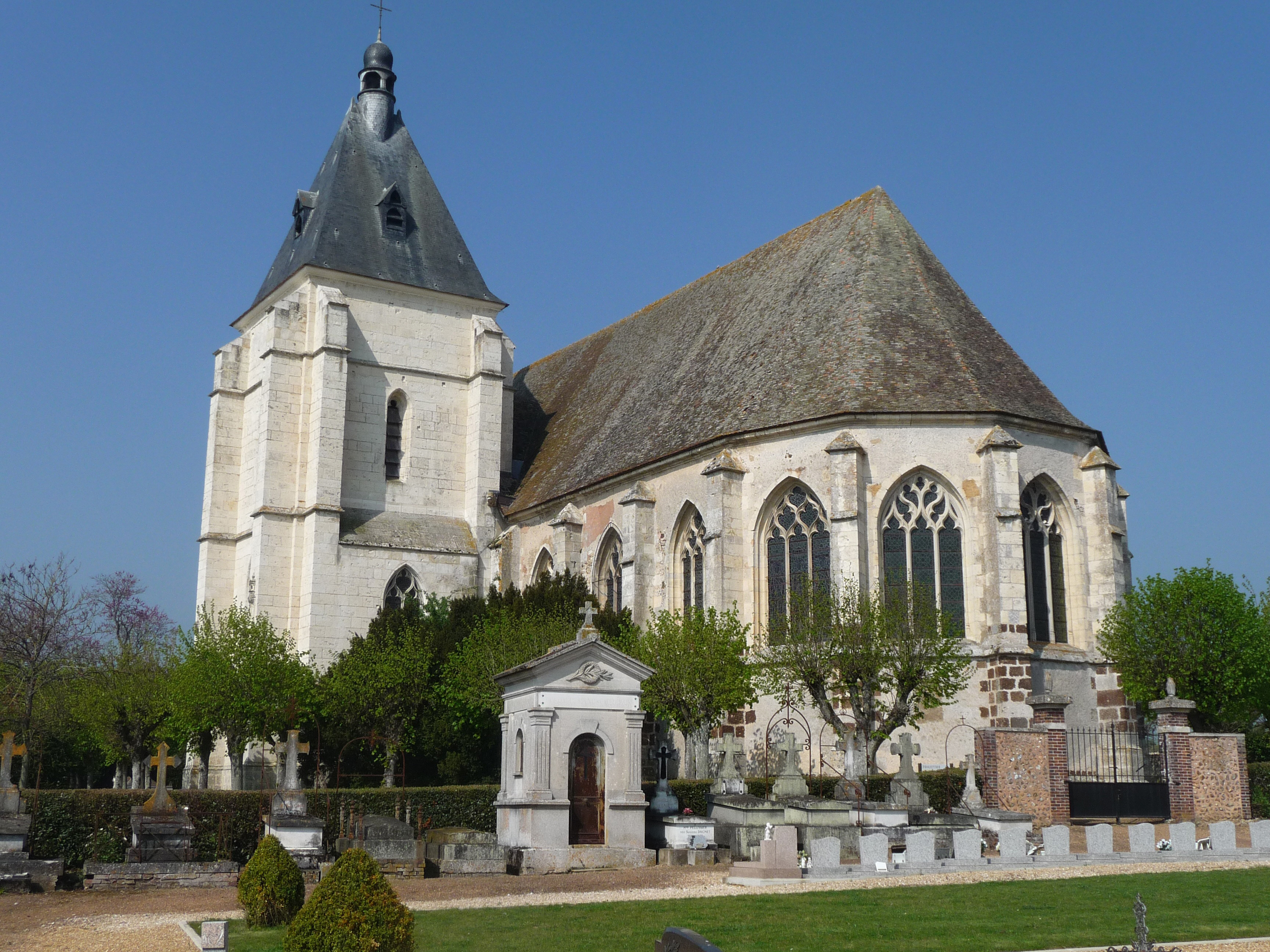
圣伯多禄教堂

2021年，厄尔河畔库维尔境内暂无任何文化设施。厄尔河畔库维尔境内建有“阅读厄尔”多媒体中心（Médiathèque L'Eure de Lire），每周一、三、四、五、六向公众开放。

### 建筑
截至2025年1月，厄尔河畔库维尔境内共有3处建筑被列入法国国家文物保护单位，包括圣伯多禄教堂、圣尼古拉城门和信号塔台（Éolienne de Courville-sur-Eure）。

### 旅游
厄尔河畔库维尔的旅游事务由其所属的博斯和佩尔什之间市镇公共社区联合各级政府协调负责。2024年，厄尔河畔库维尔境内共有1个露营地，可容纳共55辆露营车。

### 媒体
法国主要的媒体均可在厄尔河畔库维尔接收，法国电视三台下属的中央-卢瓦尔河谷大区频道在部分时段播出厄尔河畔库维尔所在厄尔-卢瓦省的地方新闻。《共和回声报》、Ici奥尔良等是当地主要的地方性媒体。

## 相关人物
法国十七世纪诗人弗朗索瓦-夏尔·帕纳尔出生于厄尔河畔库维尔。

## 友好城市
截至2025年1月，厄尔河畔库维尔共与一座城市建立了友好城市关系：
- 英格兰 Alveston